# BBC Sessions 1964-1977
BBC Sessions 1964-1977 is een verzamelalbum van de Britse rockband The Kinks uit 2001.

## Tracks
Cd 1:
- "Interview"
- "You Really Got Me"
- "Interview"
- "Cadillac"
- "All Day and All of the Night"
- "Tired of Waiting for You"
- "Ev'rybody's Gonna Be Happy"
- "See My Friends"
- "This Strange Effect"
- "Milk Cow Blues"
- "Wonder Where My Baby Is Tonight"
- "Till the End of the Day"
- "Where Have All the Good Times Gone"
- "Death of a Clown"
- "Love Me Till the Sun Shines"
- "Harry Rag"
- "Good Luck Charm"
- "Waterloo Sunset"
- "Monica"
- "Days"
- "The Village Green Preservation Society"

Cd 2:
- "Mindless Child of Motherhood"
- "Holiday"
- "Demolition"
- "Victoria"
- "Here Comes Yet Another Day"
- "Money Talks"
- "Mirror of Love"
- "Celluloid Heroes"
- "Skin and Bone"
- "Get Back in Line"
- "Did You See His Name?"
- "When I Turn Off the Living Room Light"
- "Skin and Bone"
- "Money Talks"

Opnamen: cd 1: 1964 t/m 1968, cd 2: 1969 t/m 1977.
Mick Avory · Dave Davies · Ray Davies

John Dalton · Gordon Edwards · Ian Gibbons · John Gosling · Bob Henrit · Andy Pyle · Pete Quaife · Jim Rodford